# Franz Scharl
Franz Scharl (ur. 5 marca 1958 w Obendorf) – austriacki duchowny rzymskokatolicki, biskup pomocniczy Wiednia od 2006.

## Życiorys
Święcenia kapłańskie otrzymał 29 czerwca 1990 z rąk kardynała Hansa Hermanna Groëra i został inkardynowany do archidiecezji wiedeńskiej. Pracował głównie w parafiach w Wiener Neustadt oraz w Wiedniu (parafia Zmartwychwstania Pańskiego). W latach 2001–2006 był także dziekanem dekanatu Wiedeń-Margareten.
9 lutego 2006 papież Benedykt XVI mianował go biskupem pomocniczym archidiecezji wiedeńskiej, ze stolicą tytularną Ierafi. Sakry biskupiej udzielił mu kard. Christoph Schönborn.